# Droga ekspresowa S14
Die Droga ekspresowa S14 (pol. für ‚Schnellstraße S14‘) ist eine Schnellstraße in Polen. Sie stellt die Westtangente des Autobahnrings Łódź dar, die die Autobahn A2 mit der Schnellstraße S8 verbindet.

## Planungsgeschichte
Bereits im Netzplan Polens aus dem Jahre 1939 war für Łódź ein Schnellstraßenring vorgesehen. 1946 war diese Planung zwar gestrichen, jedoch westlich von Łódź die Führung der Strecke Gdańsk–Katowice beabsichtigt. In den Plänen der Jahre 1963, 1971, 1976, 1985 und 1993 fehlte eine Westtangente von Łódź völlig. Erst 1996 tauchte eine der heutigen Planung für die S14 entsprechende Trasse im Netzplan auf. Ab 2001 erhielt diese Verbindung die Bezeichnung S14, die fortan stets in den Netzplänen Bestand hatte.

## Fertiggestellte Abschnitte
| Abschnitt                                        | Länge    | Bauzeit   | Baukosten                      | Verkehrsübergabe |
| ------------------------------------------------ | -------- | --------- | ------------------------------ | ---------------- |
| Knoten Róża (S8) – Knoten Dobroń                 | 003,3 km | 2011–2014 | siehe unten (a)                | 11. April 2014   |
| Knoten Dobroń – Knoten Łódź-Lublinek             | 009,6 km | 2010–2012 | 514 Mio. Złoty (112 Mio. Euro) | 13. Juli 2012    |
| Knoten Łódź-Lublinek – Knoten Aleksandrów Łódzki | 012,2 km | 2018–2022 | 601 Mio. Złoty (131 Mio. Euro) | 25. Juni 2022    |
| Knoten Aleksandrów Łódzki – Knoten Emilia (A2)   | 016,3 km | 2019–2023 | 724 Mio. Złoty (158 Mio. Euro) | 07. Juli 2023    |
| Summe                                            | 041,4 km |           | 1,844 Mrd. Złoty ( Mio. Euro)  |                  |

- 1. Etappe: Knoten Róża – Knoten Dobroń (3,3 km)
Bauvertrag wurde am 5. Oktober 2011 unterschrieben. Die Fertigstellung war für den 5. Januar 2014 geplant. Jedoch verzögerte sie sich bis zum 11. April 2014. Dieser Abschnitt wurde im Rahmen der Schnellstraße S8 realisiert.[17]
- 2. Etappe: Knoten Dobroń – Knoten Łódź-Lublinek (Umgehung von Pabianice; 9,6 km)
Bauvertrag wurde am 18. Juni 2010 unterschrieben. Die Fertigstellung war ursprünglich für den 30. November 2011 geplant. Aufgrund von Bauverzögerungen seitens der Baufirma erfolgte die Verkehrsübergabe mit einer 227-tägigen Verspätung am 13. Juli 2012. Die Baukosten betragen rund 514 Mio. Złoty.[18]
- 3. Etappe: Knoten Łódź-Lublinek – Knoten Emilia (A2) (28,5 km)
Die Ausschreibung für die Planung und Bau des Abschnittes sollte ursprünglich noch im Oktober 2011 beginnen. Es war eine Bauzeit von 18 Monaten geplant. Die Fertigstellung sollte im Jahr 2015 erfolgen. Aufgrund fehlender Finanzierung wurde der Vertrag erst im Jahr 2019 unterschrieben. Die Eröffnung erfolgte am 7. Juli 2023.[19] Die Baukosten betrugen 1,72 Milliarden Złoty (entspricht 388 Mio. Euro).[16]